# Estádio Bento de Abreu

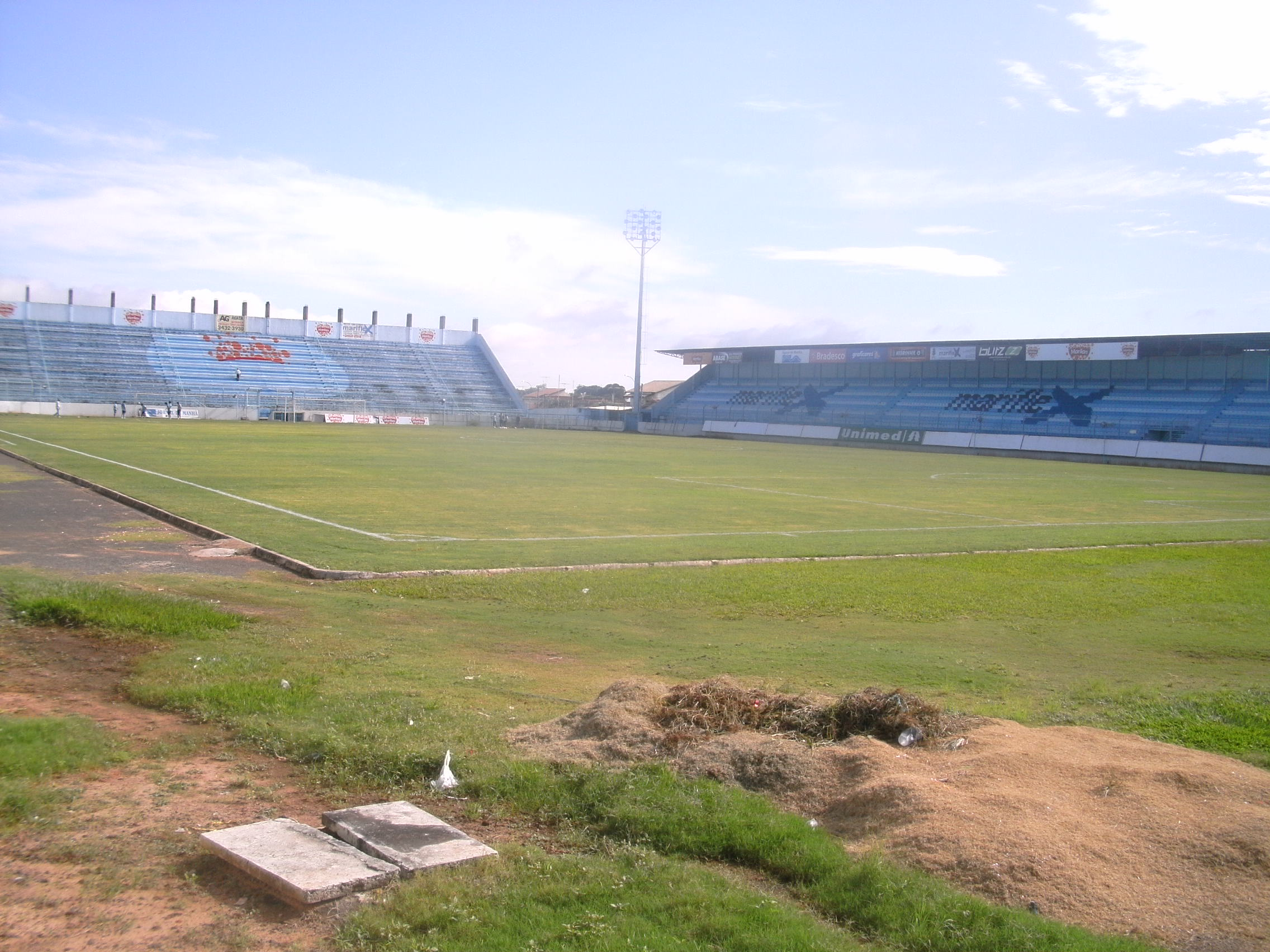
Stadion piłkarski w Marília, São Paulo

Estádio Bento de Abreu (zwany także Abreuzão – stadion piłkarski w Marília, São Paulo (stan), Brazylia, na którym swoje mecze rozgrywa klub Marília Atlético Clube.